# Третьяк, Анатолий Григорьевич (шахтёр)
Анато́лий Григо́рьевич Третья́к  (1 сентября 1938, Кировоградская область — 1 октября 1985, Кривой Рог, Днепропетровская область) — советский шахтёр. Заслуженный шахтёр УССР (1970). Лауреат Государственной премии УССР в области науки и техники (1979).

## Биография
Родился 1 сентября 1938 года на территории нынешней Кировоградской области.
В 1957 году окончил СПТУ № 6 (Кривой Рог).
В 1957—1985 годах — в рудоуправлении имени Ф. Э. Дзержинского: проходчик, бригадир комплексной проходческой бригады шахты «Коммунар», электрослесарь лаборатории НОП.
Новатор производства, совершенствовал производство и повышал производительность труда. Один из первых в горняков в Кривбассе начал добывать кварцитовые руды (магнетитовые кварциты). Член КПСС. Делегат XVI съезда профсоюзов УССР. Депутат Криворожского городского совета (1979).
Умер 1 октября 1985 года в городе Кривой Рог Днепропетровской области.

## Награды
- Орден Ленина;
- Орден Трудового Красного Знамени;
- Орден «Знак Почёта»;
- Государственная премия УССР в области науки и техники (1979);
- Заслуженный шахтёр УССР (17 июля 1970).